# Abba-esque
Abba-esque är en EP-skiva utgiven av den brittiska musikgruppen Erasure 1992.  Den blev deras första singeletta i Storbritannien. Då Erasure (Vince Clarke och Andy Bell) var fans till svenska popgruppen Abba och hade framfört flera av deras låtar under livekonserter, planerade man att släppa ett helt album med Abba-covers, men denna fyrspåriga EP var allt som gavs ut. Mute Records släppte skivan i Storbritannien, medan Elektra Records släppte den i USA.

## Historik
Många Abba-fans räknar denna EP som en viktig del av Abba-musikens pånyttfödelse under 1990-talet. Abba:s storsäljande Greatest Hits-album Abba Gold – Greatest Hits kom senare under 1992 och de närmast följande åren kom en av de australiska filmerna Muriel's Wedding ochThe Adventures of Priscilla, Queen of the Desert, vilka båda innehåller mycket Abba-musik. Vid decenniets slut, hade musikalen Mamma Mia! premiär i Londons West End.
1992 räknades EP-skivor på singellistan i Storbritannien. Efter att som bäst blivit tvåa på brittiska singellistan (med Sometimes och Crackers International), nådde Erasure för första gången förstaplatsen med denna EP. Skivan stannade i topp i fem veckor. I Tyskland klättrade skivan upp till andra plats. I USA, där EP-skivor hamnade på Billboard 200, nådde den som högst 85:e plats. Fastän den aldrig utkom på singel, fick Take a Chance on Me mycket speltid i USA. Vid den tiden hindrade Billboard Hot 100:s regler låtar som inte fanns på singel att gå in på listan, även om låten nådde tjugofemte plats på Hot 100 Airplay-listan. I Sverige toppade EP-skivan på förstaplatsen och kom att stanna där i sex raka veckor.
En remix-EP släpptes också av Mute Records i Storbritannien, som innehöll samma fyra låtar. Remix-EP-skivan Abba-esque återutgavs av Mute den 10 augusti 2009 som digital nedladdning.

### Svarsskivor
Abba-esque följdes av flera svarsskivor redan samma år. Abba-tributbandet Björn Again gav ut EP:n Erasure-ish som innehöll två Erasure-låtar (A Little Respect och Stop) framförda i Abba-stil och det svenska popbandet Webstrarna gav ut EP:n Erasure-esque med fyra Erasure-låtar. Året därpå, 1993, gav Lars Vegas trio ut EP:n Kikki Resque med Kikki Danielsson-låtar.

## Låtlista

### Abba-esque
1. Lay All Your Love on Me (B. Andersson / B. Ulvaeus)
2. SOS (S. Anderson / B. Andersson/B. Ulvaeus)
3. Take a Chance on Me (B. Andersson / B. Ulvaeus)
4. Voulez-Vous (B. Andersson / B. Ulvaeus)

### Abba-esque - The Remixes
1. Voulez-Vous (Brain Stem Death Test Mix) (remixad av Fortran 5)
2. Lay All Your Love on Me (No Panties Mix) (remixad av Fortran 5)
3. Take a Chance on Me (Take a Trance on Me Mix) (remixad av Philip Kelsey)
4. SOS (Perimeter Mix) (remixad av Chris & Cosey)

### Fotnoter
1. ↑  Länk
2. ↑  ”Arkiverade kopian”. Arkiverad från originalet den 5 mars 2016. https://web.archive.org/web/20160305070544/http://hitparad.se/showitem.asp?interpret=Erasure&titel=ABBA-esque&cat=s. Läst 18 september 2013.

Den här artikeln är helt eller delvis baserad på material från engelskspråkiga Wikipedia.